# Paul au parc
Paul au parc est une bande dessinée de Michel Rabagliati, publiée en 2011 aux éditions La Pastèque.

## Résumé
Le livre raconte l'histoire de Paul, un garçon de 10 ans, qui s'inscrit dans les scouts en 1970. S'ensuit une histoire avec une touche historique qui parle aussi du Front de libération du Québec (FLQ).

## Prix et distinctions
- 2014 : Prix Doug Wright du meilleur livre